# Dubel (ujęcie)

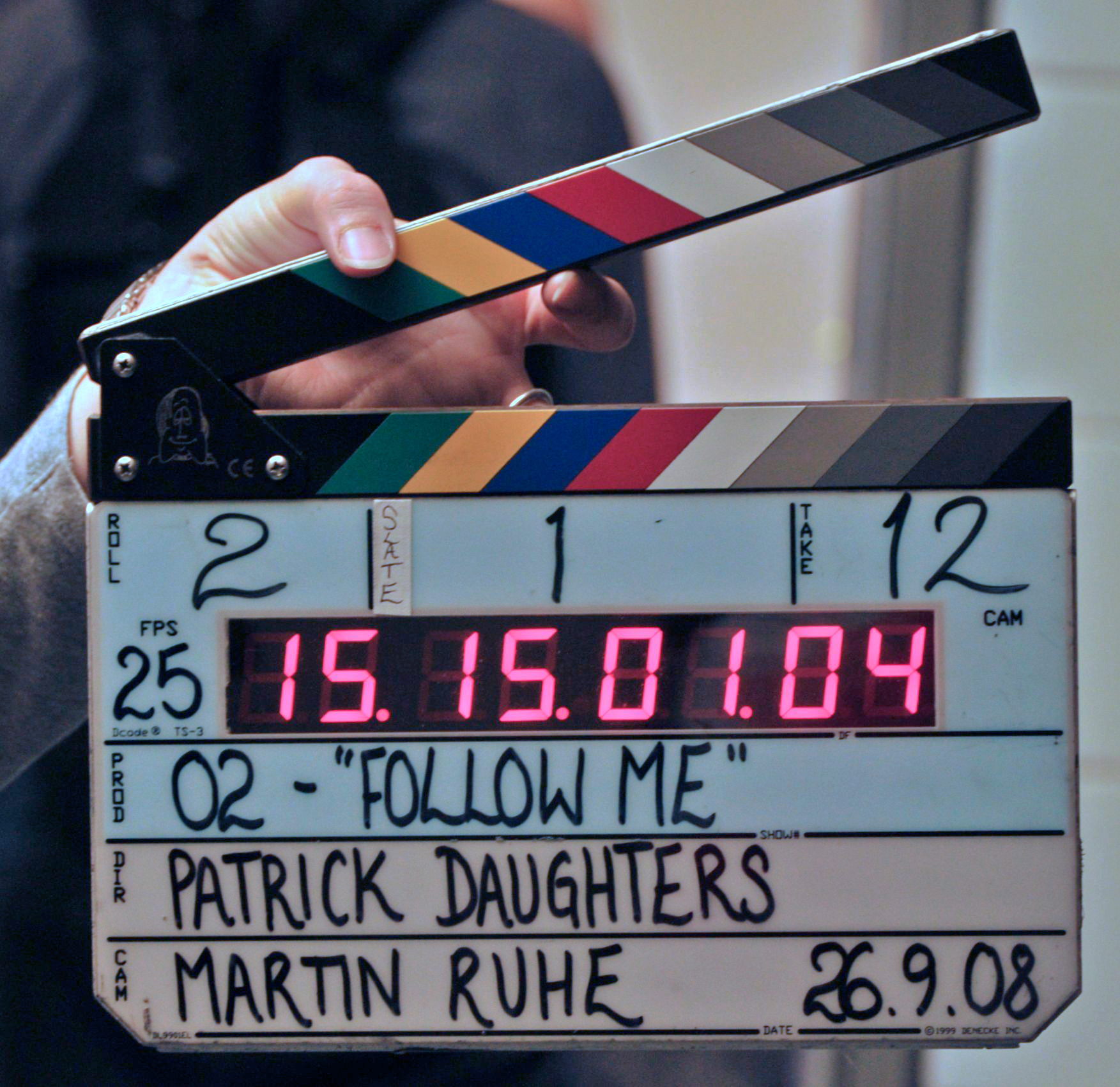
Przykładowy klaps z numerem dubla

Dubel – powtórka tego samego ujęcia filmowego. Liczba dubli jest napisana na klapsie.
Do najczęstszych przyczyn konieczności powtórzenia ujęcia (czyli nagrania dubla) należą:
- przejęzyczenie/zapomnienie tekstu przez aktora
- zaśmianie się
- niezachowanie ciszy przez ekipę filmową
- nieodpowiednie lub niedostateczne ukazanie emocji przez aktora
- błąd kamerzysty
- niepoprawne użycie lub działanie efektów specjalnych.

## Reżyserzy dążący do perfekcji
Niektórzy reżyserzy filmowi nakazują powtarzanie ważnego, dobrze nakręconego już ujęcia, wiele razy, z powodu chęci ukazania jak najbardziej naturalnego zachowania aktorów lub z chęci wybrania najlepszego ujęcia w postprodukcji. Przykładem takiego reżysera jest David Fincher. W wywiadzie dla New York Times powiedział żartobliwie: „Nienawidzę powagi w przedstawieniu... Zazwyczaj w 17 ujęciu powaga znika”. Taka postawa reżysera sprawia, że filmy, które produkuje, są niemal idealne, lecz często przekracza on budżet oraz planowany termin ukończenia filmu.

## Duble w studiach nagraniowych
W studiach nagraniowych zazwyczaj od razu nagrywa się kilka razy ten sam utwór, następnie przesłuchuje się go i w razie niezadowolenia z materiału nagrywa się jeszcze raz, aż do skutku.

## Rekordy w ilości dubli filmowych
- Król smoków (1982 rok) – gra w „Jianzi” – około 2900 dubli[5]
- Światła wielkiego miasta (1931 rok) – tekst niewidomej kwiaciarki: „Kwiatek, sir?” – 342 dubli[6]
- Młody mistrz (1980 rok) – scena walki – 329 dubli[7]
- Spider-Man (2002 rok) – scena w stołówce: złapanie Mary Jane jedną ręką, a drugą spadającego jedzenia na tacę – 156 dubli[8]
- Lśnienie (1980 rok) – dialog z Dannym – 148 dubli[8]
- Gorączka złota (1925 rok) – Charlie Chaplin jadł but z lukrecji, przez co został przewieziony do szpitala z powodu wysokiego poziomu cukru – 63 duble[8]